# Aconitum charkeviczii
Aconitum charkeviczii là một loài thực vật có hoa trong họ Mao lương. Loài này được Vorosch. mô tả khoa học đầu tiên năm 1984.